# 코파 델 레이 1987-88
코파 델 레이 1987-88(스페인어: Copa del Rey de Fútbol 1987-88)은 스페인의 연간 축구 컵대회인 코파 델 레이의 84번째 시즌이다. 이 대회에 스페인 축구 리그에 소속된 총 154개의 구단이 참가했다. 이 대회는 1987년 9월 2일에 시작되어 1988년 3월 31일에 마드리드의 산티아고 베르나베우에서 열린 결승전으로 막을 내렸다. 바르셀로나는 전 시즌 우승을 거둔 레알 소시에다드를 1-0으로 이기고 5년 만에 통산 21번째 우승을 거두었고, 이 대회의 우승에 따라 컵 위너스 컵 진출권을 획득했다.

## 1라운드
1차전은 1987년 9월 1일부터 3일까지, 2차전은 1987년 9월 8일과 9일에 진행되었다.
| 팀 1                      | 합계         | 팀 2                  | 1차전 | 2차전 |
| ------------------------- | ------------ | --------------------- | ----- | ----- |
| 팔렌시아                  | 3–1          | 라싱 레르메뇨         | 1–1   | 2–0   |
| 찬트레아                  | 4–1          | 간디아                | 2–0   | 2–1   |
| 콕스                      | 0–3          | 로르카 데포르티바     | 0–0   | 0–3   |
| 스포르팅 마오네스         | 0–2          | 포블렌세              | 0–2   | 0–0   |
| 바디아                    | 3–2          | 마요르카 아틀레티코   | 2–1   | 1–1   |
| 레모나                    | 0–1          | 산 세바스티안         | 0–0   | 0–1   |
| 레알 아빌라               | (승) 2–2     | 폰페라디나            | 2–0   | 0–2   |
| 쿨투랄 두랑고             | 3–3 (승)     | 바스코니아            | 3–1   | 0–2   |
| 오사수나 프로메사스       | 7–3          | 미란데스              | 5–0   | 2–3   |
| 플라센시아                | 5–1          | 카세레뇨              | 2–0   | 3–1   |
| 엔데사 아스 폰테스        | 1–2          | 랄린                  | 0–0   | 1–2   |
| 라레도                    | 1–4          | 라요 칸타브리아       | 1–0   | 0–4   |
| 아렌테이로                | 1–2          | 오우렌세              | 1–1   | 0–1   |
| 라구나                    | 1–6          | 테네리페              | 1–2   | 0–4   |
| 산투르치                  | 1–2          | 에이바르              | 1–0   | 0–2   |
| 아르네도                  | 3–2          | 투델라노              | 2–1   | 1–1   |
| 팔라                      | 3–7          | 페가소                | 2–1   | 1–6   |
| 헤타페                    | 2–1          | 콩켄세                | 1–0   | 1–1   |
| 알칼라                    | 2–4          | 레가네스              | 0–1   | 2–3   |
| 콤포스텔라                | 1–3          | 루고                  | 1–3   | 0–0   |
| 아로사                    | 1–2          | 베르간티뇨스          | 0–0   | 1–2   |
| 스포르팅 히혼 아틀레티코  | 1–1 (승 4–5) | 레알 아빌레스         | 1–1   | 0–0   |
| 카우달 데포르티보         | 2–1          | 랑그레오              | 1–0   | 1–1   |
| 아이론                    | 1–4          | 힘나스티카 토렐라베가 | 1–0   | 0–4   |
| 안도라                    | 3–4          | 프라가                | 1–2   | 2–2   |
| 바르셀로나 아피시오나도스 | 4–3          | 로스피탈레트          | 3–2   | 1–1   |
| 짐나스틱                  | 4–2          | 몰례루사              | 4–1   | 0–1   |
| 테라사                    | 3–1          | 주피테르              | 2–0   | 1–1   |
| 레반테                    | 5–3          | 알시라                | 4–1   | 1–2   |
| 쿨투랄 레오네사           | 1–2          | 레알 부르고스         | 1–0   | 0–2   |
| 멜리야                    | 4–1          | 그라나다              | 3–0   | 1–1   |
| 콘스탄시아                | 2–1          | 산타 에울랄리아       | 2–1   | 0–0   |
| 클루브 이스파노           | 3–2          | 클루브 시에로         | 2–1   | 1–1   |
| 엘 아스티예로             | 3–5          | 산토냐                | 3–2   | 0–3   |
| 바라칼도                  | 4–2          | 아모레비에타          | 1–1   | 3–1   |
| 비네파르                  | 3–2          | 사비냐니고            | 2–0   | 1–2   |
| 모랄로                    | 2–3          | 산비센테뇨            | 2–0   | 0–3   |
| 라스팔마스 아틀레티코     | 1–4          | 마스팔로마스          | 0–3   | 1–1   |
| 리나레스                  | 3–0          | 마르토스              | 3–0   | 0–0   |
| 알헤메시                  | 0–7          | 간디아                | 0–3   | 0–4   |
| 올림피크 하티바           | 3–4          | 메스타야              | 0–2   | 3–2   |
| 비야레알                  | 3–1          | 베니도름              | 2–0   | 1–1   |
| 엘덴세                    | 3–1          | 시에사                | 3–0   | 0–1   |
| 사모라                    | 0–6          | 살라망카              | 0–2   | 0–4   |
| 론다                      | 3–3 (승)     | 알메리아              | 1–2   | 2–1   |
| 마르베야                  | 3–2          | 하엔                  | 2–1   | 1–1   |
| 우트레라                  | 2–1          | 세우타                | 1–0   | 1–1   |
| 보유요스                  | 1–2          | 코르도바              | 0–1   | 1–1   |
| 아틀레티코 산루케뇨       | 3–4          | 베티스 데포르티보     | 2–1   | 1–3   |
| 아틀레티코 발레아레스     | 3–3 (승 5–6) | 포르트마니            | 1–0   | 2–3   |
| 바다호스                  | 7–3          | 엑스트레마두라        | 7–1   | 0–2   |
| 토레비에하                | 6–4          | 토레 파체코           | 3–2   | 3–2   |
| 테니스카                  | 1–2          | 멘사헤로              | 0–1   | 1–1   |
| 세비야 아틀레티코         | 4–1          | 카디스 아피시오나도스 | 2–1   | 2–0   |
| 바르바스트로              | 4–7          | 테루엘                | 1–3   | 3–4   |

- 아틀레티코 마드릴레뇨, 알바세테, 폰테베드라, 데포르티보 아라곤, 례이다, 리넨세, 알코야노, 그리고 텔데는 부전승으로 다음 라운드에 진출했다.

## 2라운드
1차전은 1987년 9월 15일, 16일, 17일, 그리고 24일에; 2차전은 1987년 9월 29일과 30일에 진행되었다.
| 팀 1                      | 합계     | 팀 2                    | 1차전 | 2차전 |
| ------------------------- | -------- | ----------------------- | ----- | ----- |
| 페가소                    | 2–6      | 아틀레티코 마드릴레뇨   | 0–4   | 2–2   |
| 크리스토 올림피코         | 2–3      | 살라망카                | 1–1   | 1–2   |
| 바스코니아                | (승) 1–1 | 산 세바스티안           | 0–1   | 1–0   |
| 레알 아빌라               | 2–2 (승) | 레알 부르고스           | 2–1   | 0–1   |
| 토레비에하                | 0–1      | 알바세테                | 0–0   | 0–1   |
| 베르간티뇨스              | 2–1      | 폰테베드라              | 2–0   | 0–1   |
| 랄린                      | 2–4      | 오우렌세                | 1–1   | 1–3   |
| 테루엘                    | 3–2      | 데포르티보 아라곤       | 2–1   | 1–1   |
| 비네파르                  | 1–4      | 프라가                  | 0–3   | 1–1   |
| 바르셀로나 아피시오나도스 | 5–6      | 례이다                  | 0–0   | 5–6   |
| 짐나스틱                  | 6–5      | 테라사                  | 3–3   | 3–2   |
| 비야레알                  | 2–3      | 메스타야                | 1–2   | 1–1   |
| 엘덴세                    | 3–2      | 로르카 데포르티바       | 1–0   | 2–2   |
| 베티스 데포르티보         | 0–3      | 리넨세                  | 0–0   | 0–3   |
| 멘사헤로                  | 3–8      | 테네리페                | 3–3   | 3–2   |
| 콘스탄시아                | 1–3      | 포블렌세                | 0–2   | 1–1   |
| 바디아                    | 2–1      | 포르트마니              | 1–0   | 1–1   |
| 힘나스티카 토렐라베가     | 4–2      | 라요 칸타브리아         | 4–1   | 0–1   |
| 바라칼도                  | 4–6      | 에이바르                | 2–3   | 2–3   |
| 카우달 데포르티보         | 3–0      | 클루브 이스파노         | 2–0   | 1–0   |
| 레반테                    | (승) 0–0 | 알코야노                | 0–0   | 0–0   |
| 멜리야                    | 0–3      | 폴리데포르티보 알메리아 | 0–1   | 0–2   |
| 리나레스                  | 4–0      | 마르베야                | 3–0   | 1–0   |
| 우트레라                  | 0–1      | 세비야 아틀레티코       | 0–1   | 0–0   |
| 바다호스                  | 2–1      | 플라센시아              | 2–0   | 0–1   |
| 찬트레아                  | 3–2      | 오사수나 프로메사스     | 1–0   | 2–2   |
| 레가네스                  | 2–6      | 헤타페                  | 2–2   | 0–4   |
| 텔데                      | 1–4      | 마스팔로마스            | 1–2   | 0–2   |

- 아르네도, 루고, 간디아, 코르도바, 레알 아빌레스, 산토냐, 그리고 산비센테뇨는 부전승으로 다음 라운드에 진출했다.

## 3라운드
| 팀 1                    | 합계     | 팀 2                | 1차전 | 2차전 |
| ----------------------- | -------- | ------------------- | ----- | ----- |
| 아틀레티코 마드릴레뇨   | 3–6      | 엘체                | 0–1   | 3–5   |
| 레알 아빌레스           | 2–3      | 엘덴세              | 2–1   | 0–2   |
| 알바세테                | 2–5      | 피게레스            | 0–3   | 2–2   |
| 폴리데포르티보 알메리아 | 1–9      | 카스티야            | 0–3   | 1–6   |
| 아르네도                | 3–2      | 루고                | 2–1   | 1–1   |
| 산토냐                  | 0–7      | 리나레스            | 0–2   | 0–5   |
| 산비센테뇨              | 0–5      | 살라망카            | 0–0   | 0–5   |
| 간디아                  | 1–3      | 라요 바예카노       | 1–1   | 0–2   |
| 짐나스틱                | 1–0      | 카우달 데포르티보   | 1–0   | 0–0   |
| 레반테                  | 2–6      | 로그로녜스          | 0–1   | 2–5   |
| 바스코니아              | 1–1 (승) | 베르간티뇨스        | 0–0   | 1–1   |
| 빌바오 아틀레틱         | 4–3      | 세비야 아틀레티코   | 3–3   | 1–0   |
| 찬트레아                | 2–8      | 셀타 비고           | 2–1   | 0–7   |
| 코르도바                | 3–2      | 헤레스              | 2–0   | 1–2   |
| 에이바르                | 1–6      | 오비에도            | 1–1   | 0–5   |
| 메스타야                | 4–11     | 레크레아티보        | 1–3   | 3–8   |
| 바다호스                | 1–3      | 오우렌세            | 0–1   | 1–2   |
| 바디아                  | 1–3      | 카스테욘            | 0–1   | 1–2   |
| 포블렌세                | 2–4      | 에르쿨레스          | 1–0   | 1–4   |
| 프라가                  | 1–3      | 레알 부르고스       | 0–1   | 1–2   |
| 테루엘                  | 2–4      | 말라가              | 2–1   | 0–3   |
| 리넨세                  | 2–3      | 카르타헤나          | 2–2   | 0–1   |
| 힘나스티카 토렐라베가   | [ 1 ]    | 테네리페            |       |       |
| 헤타페                  | 4–2      | 데포르티보          | 2–0   | 2–2   |
| 례이다                  | 1–4      | 바르셀로나 아틀레틱 | 0–1   | 1–3   |
| 마스팔로마스            | 0–3      | 발렌시아            | 0–1   | 0–2   |

- 세스타오는 부전승으로 다음 라운드에 진출했다.

## 4라운드
| 팀 1          | 합계         | 팀 2                | 1차전 | 2차전 |
| ------------- | ------------ | ------------------- | ----- | ----- |
| 엘체          | 2–1          | 말라가              | 2–0   | 0–1   |
| 아르네도      | 2–9          | 에르쿨레스          | 2–3   | 0–6   |
| 살라망카      | 1–3          | 발렌시아            | 0–2   | 1–1   |
| 짐나스틱      | 3–9          | 셀타 비고           | 1–1   | 2–8   |
| 엘덴세        | 2–1          | 빌바오 아틀레틱     | 0–0   | 2–1   |
| 오우렌세      | 0–4          | 레크레아티보        | 0–2   | 0–2   |
| 라요 바예카노 | 7–5          | 베르간티뇨스        | 3–2   | 4–3   |
| 테네리페      | 2–4          | 바르셀로나 아틀레틱 | 0–1   | 2–3   |
| 레알 부르고스 | 2–3          | 카르타헤나          | 0–0   | 2–3   |
| 코르도바      | 2–4          | 카스티야            | 2–0   | 0–4   |
| 헤타페        | 1–4          | 세스타오            | 1–0   | 0–4   |
| 카스테욘      | 3–3 (4–3 승) | 로그로녜스          | 2–0   | 1–3   |
| 리나레스      | 3–3 (3–1 승) | 오비에도            | 1–1   | 2–2   |

- 피게레스와 라싱 산탄데르는 부전승으로 다음 라운드에 진출했다.

## 32강전
| 팀 1                | 합계         | 팀 2                | 1차전 | 2차전 |
| ------------------- | ------------ | ------------------- | ----- | ----- |
| 엘덴세              | 1–3          | 베티스              | 0–0   | 1–3   |
| 리나레스            | 0–3          | 아틀레틱 빌바오     | 0–2   | 0–1   |
| 발렌시아            | 0–3          | 세비야              | 0–0   | 0–3   |
| 에르쿨레스          | 3–4          | 에스파뇰            | 2–3   | 1–1   |
| 바야돌리드          | 1–1 (4–5 승) | 오사수나            | 0–0   | 1–1   |
| 피게레스            | 1–1 (2–4 승) | 사바델              | 1–0   | 0–1   |
| 세스타오            | 0–3          | 레알 마드리드       | 0–0   | 0–3   |
| 카르타헤나          | 1–3          | 레알 소시에다드     | 1–0   | 0–3   |
| 카스테욘            | 3–0          | 라싱 산탄데르       | 1–0   | 2–0   |
| 바르셀로나          | 5–0          | 무르시아            | 2–0   | 3–0   |
| 바르셀로나 아틀레틱 | 0–5          | 스포르팅 히혼       | 0–2   | 0–3   |
| 카스티야            | 4–1          | 마요르카            | 2–0   | 2–1   |
| 셀타 비고           | 1–0          | 사라고사            | 1–0   | 0–0   |
| 엘체                | 2–2 (6–7 승) | 아틀레티코 마드리드 | 1–0   | 1–2   |
| 레크레아티보        | 1–3          | 카디스              | 1–3   | 0–0   |
| 라요 바예카노       | 2–4          | 라스 팔마스         | 1–3   | 1–1   |

### 1차전
| 1987년 11월 11일 | 엘덴세 | 0–0               | 베티스 | 엘다                                      |  |  |
|                  |        | 리포트 (스페인어) |        | 경기장: 시립 경기장 심판: 마소라 프레이레 |  |  |
|                  |        |                   |        |                                           |  |  |

| 1987년 11월 11일 | 리나레스 | 0–2               | 아틀레틱 빌바오          | 리나레스                                   |  |  |
|                  |          | 리포트 (스페인어) | 사라비아 4′ · 우랄데 54′ | 경기장: 리나레호스 심판: 소리아노 알라드렌 |  |  |
|                  |          |                   |                          |                                            |  |  |

| 1987년 11월 11일 | 발렌시아 | 0–0               | 세비야 | 발렌시아                                    |  |  |
|                  |          | 리포트 (스페인어) |        | 경기장: 루이스 카사노바 심판: 칼보 코르도바 |  |  |
|                  |          |                   |        |                                             |  |  |

| 1987년 11월 11일 | 에르쿨레스                  | 2–3               | 에스파뇰                                   | 알리칸테                                       |  |  |
|                  | 에르베라 50′ · 알바레스 72′ | 리포트 (스페인어) | 라우리센 40′ · 오레후엘라 61′ · 로사다 66′ | 경기장: 호세 리코 페레스 심판: 마르틴 나바레테 |  |  |
|                  |                             |                   |                                            |                                                |  |  |

| 1987년 11월 11일 | 바야돌리드 | 0–0               | 오사수나 | 바야돌리드                                                    |  |  |
|                  |            | 리포트 (스페인어) |          | 경기장: 누에보 호세 소리야 관중 수: 8,000 심판: 타보아다 소토 |  |  |
|                  |            |                   |          |                                                               |  |  |

| 1987년 11월 11일 | 피게레스     | 1–0               | 사바델 | 피게레스                                                |  |  |
|                  | 포르카델 69′ | 리포트 (스페인어) |        | 경기장: 빌라테님 관중 수: 8,000 심판: 우리오 벨라스케스 |  |  |
|                  |              |                   |        |                                                         |  |  |

| 1987년 11월 11일 | 세스타오 | 0–0               | 레알 마드리드 | 세스타오                                                   |  |  |
|                  |          | 리포트 (스페인어) |               | 경기장: 라스 야나스 관중 수: 11,000 심판: 가르시아 데 로사 |  |  |
|                  |          |                   |               |                                                            |  |  |

| 1987년 11월 11일 | 카스테욘   | 1–0               | 라싱 산탄데르 | 카스테욘 데 라 플라나                              |  |  |
|                  | 마차도 15′ | 리포트 (스페인어) |               | 경기장: 노우 에스타디 카스탈리아 심판: 비코 디아스 |  |  |
|                  |            |                   |               |                                                    |  |  |

| 1987년 11월 11일 | 바르셀로나              | 2–0               | 무르시아 | 바르셀로나                                              |  |  |
|                  | 무뇨스 79′ · 클로스 89′ | 리포트 (스페인어) |          | 경기장: 캄 노우 관중 수: 25,000 심판: 페라이타 이바녜스 |  |  |
|                  |                         |                   |          |                                                         |  |  |

| 1987년 11월 11일 | 카스티야                         | 2–0               | 마요르카 | 마드리드                                                        |  |  |
|                  | 알다나 11′ · 빌체스 42′ (페널티) | 리포트 (스페인어) |          | 경기장: 산티아고 베르나베우 관중 수: 21,000 심판: 페레스 산체스 |  |  |
|                  |                                  |                   |          |                                                                 |  |  |

| 1987년 11월 11일 | 셀타 비고  | 1–0               | 사라고사 | 비고                                                     |  |  |
|                  | 루카스 74′ | 리포트 (스페인어) |          | 경기장: 발라이도스 관중 수: 12,000 심판: 라모스 마르코스 |  |  |
|                  |            |                   |          |                                                          |  |  |

| 1987년 11월 11일 | 레크레아티보   | 1–3               | 카디스                                         | 우엘바                                             |  |  |
| 20:15            | 알수가라이 88′ | 리포트 (스페인어) | 마히코 곤살레스 38′, 90′ (페널티) · 베니토 58′ | 경기장: 콜롬비노 심판: 히메네스 무뇨스 데 모랄레스 |  |  |
|                  |                |                   |                                                |                                                    |  |  |

| 1987년 11월 11일 | 라요 바예카노 | 1–3               | 라스 팔마스                        | 마드리드                               |  |  |
|                  | 소토 1′       | 리포트 (스페인어) | 콘트레라스 25′ · 나르시소 28′, 65′ | 경기장: 바예카스 심판: 바바리 리베예스 |  |  |
|                  |               |                   |                                    |                                        |  |  |

| 1987년 11월 12일 | 엘체       | 1–0               | 아틀레티코 마드리드 | 엘체                                                              |  |  |
|                  | 브라춘 12′ | 리포트 (스페인어) |                     | 경기장: 마르티네스 발레로 관중 수: 20,000 심판: 안두하르 올리베르 |  |  |
|                  |            |                   |                     |                                                                   |  |  |

| 1987년 11월 12일 | 바르셀로나 아틀레틱 | 0–2               | 스포르팅 히혼         | 바르셀로나                                             |  |  |
|                  |                     | 리포트 (스페인어) | 비야 13′ · 수르디 16′ | 경기장: 미니 에스타디 관중 수: 6,000 심판: 마린 로페스 |  |  |
|                  |                     |                   |                       |                                                        |  |  |

| 1987년 12월 3일 | 카르타헤나 | 1–0               | 레알 소시에다드 | 토레-파체코                                                              |  |  |
|                 | 파코 84′   | 리포트 (스페인어) |                 | 경기장: 폴리데포르티보 데 토레 파체코 관중 수: 5,000 심판: 산체스 모레노 |  |  |
|                 |            |                   |                 |                                                                          |  |  |

### 2차전
| 1987년 11월 24일 | 라스 팔마스  | 1–1               | 라요 바예카노 | 라스 팔마스                                           |  |  |
|                  | 알렉시스 14′ | 연장전 (스페인어) | 보테야 30′    | 경기장: 인술라르 관중 수: 2,000 심판: 마르틴 나바레테 |  |  |
|                  |              |                   |               |                                                       |  |  |

| 1987년 11월 25일 | 레알 마드리드                                 | 3–0               | 세스타오 | 마드리드                                                          |  |  |
|                  | 텐디요 25′ · 산티야나 74′ · 미첼 84′ (페널티) | 연장전 (스페인어) |          | 경기장: 산티아고 베르나베우 관중 수: 15,000 심판: 디아스 아구에로 |  |  |
|                  |                                               |                   |          |                                                                   |  |  |

| 1987년 12월 2일 | 베티스                             | 3–1               | 엘덴세     | 세비야                                                   |  |  |
|                 | 멜레나스 42′ · 차노 57′ · 가일 84′ | 리포트 (스페인어) | 비예나 70′ | 경기장: 산체스 피스후안 관중 수: 5,000 심판: 리에라 모로 |  |  |
|                 |                                    |                   |            |                                                          |  |  |

| 1987년 12월 2일 | 아틀레틱 빌바오 | 1–0               | 리나레스 | 빌바오                                             |  |  |
|                 | 리세란수 57′    | 리포트 (스페인어) |          | 경기장: 산 마메스 관중 수: 6,000 심판: 디아스 베가 |  |  |
|                 |                 |                   |          |                                                    |  |  |

| 1987년 12월 2일 | 세비야                                  | 3–0               | 발렌시아 | 세비야                                                     |  |  |
|                 | 라몬 5′ · 모이세스 61′ · 벵고에체아 84′ | 리포트 (스페인어) |          | 경기장: 산체스 피스후안 관중 수: 5,000 심판: 페레스 산체스 |  |  |
|                 |                                         |                   |          |                                                            |  |  |

| 1987년 12월 2일 | 에스파뇰   | 1–1               | 에르쿨레스 | 바르셀로나                                            |  |  |
|                 | 이냐키 42′ | 리포트 (스페인어) | 라모스 24′ | 경기장: 사리아 관중 수: 6,000 심판: 우리오 벨라스케스 |  |  |
|                 |            |                   |            |                                                       |  |  |

| 1987년 12월 2일                                              | 오사수나         | 1–1 (연) (5–4 승부차기) | 바야돌리드 | 팜플로나                                                  |  |  |
|                                                              | 고이코에체아 90′ | 리포트 (스페인어)       | 엔디카 62′ | 경기장: 엘 사다르 관중 수: 14,000 심판: 소리아노 알라드렌 |  |  |
|                                                              |                  | 승부차기                |            |                                                           |  |  |
| 고이코에체아 · 아로사레나 · 데 루이스 · 마르틴 · 피소 고메스 |                  |                         |            |                                                           |  |  |
|                                                              |                  |                         |            |                                                           |  |  |

| 1987년 12월 2일 | 사바델   | 1–0 (연) (4–2 승부차기)      | 피게레스 | 사바델                                                          |  |  |
|                 | 리노 63′ | 리포트 (스페인어)            |          | 경기장: 노바 크레우 알타 관중 수: 8,000 심판: 페라이타 이바녜스 |  |  |
|                 |          | 승부차기                     |          |                                                                 |  |  |
|                 |          | 포르카델 · 아르투로 · 발렌틴 |          |                                                                 |  |  |
|                 |          |                              |          |                                                                 |  |  |

| 1987년 12월 2일 | 라싱 산탄데르 | 0–2               | 카스테욘              | 산탄데르                                                   |  |  |
|                 |               | 리포트 (스페인어) | 사우라 21′ · 라울 59′ | 경기장: 엘 사르디네로 관중 수: 7,000 심판: 곤살레스 레쿠에 |  |  |
|                 |               |                   |                       |                                                            |  |  |

| 1987년 12월 2일 | 무르시아 | 0–3               | 바르셀로나                             | 무르시아                                                    |  |  |
|                 |          | 리포트 (스페인어) | 빅토르 14′ · 카라스코 33′ · 슈스터 50′ | 경기장: 라 콘도미나 관중 수: 18,000 심판: 산체스 아르미니오 |  |  |
|                 |          |                   |                                        |                                                             |  |  |

| 1987년 12월 2일 | 스포르팅 히혼                          | 3–0               | 바르셀로나 아틀레틱 | 히혼                                                  |  |  |
|                 | 후안마 19′ · 엘로이 27′ · 카브레라 87′ | 리포트 (스페인어) |                     | 경기장: 엘 몰리논 관중 수: 11,000 심판: 페레스 산체스 |  |  |
|                 |                                        |                   |                     |                                                       |  |  |

| 1987년 12월 2일 | 마요르카   | 1–2               | 카스티야                 | 팔마 데 마요르카                                               |  |  |
|                 | 보네트 33′ | 리포트 (스페인어) | 기예르모 3′ · 알다나 71′ | 경기장: 류이스 시트하르 관중 수: 5,000 심판: 알베르트 히메네스 |  |  |
|                 |            |                   |                          |                                                                |  |  |

| 1987년 12월 2일 | 사라고사 | 0–0               | 셀타 비고 | 사라고사                                                  |  |  |
|                 |          | 리포트 (스페인어) |           | 경기장: 라 로마레다 관중 수: 10,000 심판: 마소라 프레이레 |  |  |
|                 |          |                   |           |                                                           |  |  |

| 1987년 12월 2일                                                                                  | 아틀레티코 마드리드                | 2–1 (연) (7–6 승부차기)                                                         | 엘체       | 마드리드                                                    |  |  |
|                                                                                                  | 로페스 우파르테 24′ · 란다부루 34′ | 리포트 (스페인어)                                                               | 식스토 13′ | 경기장: 비센테 칼데론 관중 수: 25,000 심판: 카에타노 부에노 |  |  |
|                                                                                                  |                                    | 승부차기                                                                        |            |                                                             |  |  |
| 마리나 · 푸트르 · J. 살리나스 · 파라 · 란다부루 · 페드라사 · 세르히오 · 후안 카를로스 · 아르테체 |                                    | 델 바리오 · 브라춘 · 로비 · 세페다 · 이시드로 · 보리아 · 산체스 · 콤파니 · 하비 |            |                                                             |  |  |
|                                                                                                  |                                    |                                                                                 |            |                                                             |  |  |

| 1987년 12월 2일 | 카디스 | 0–0               | 레크레아티보 | 카디스                                                     |  |  |
|                 |        | 리포트 (스페인어) |              | 경기장: 라몬 데 카란사 관중 수: 11,000 심판: 파하레스 파스 |  |  |
|                 |        |                   |              |                                                            |  |  |

| 1987년 12월 9일 | 레알 소시에다드              | 2–0               | 카르타헤나 | 산세바스티안                                     |  |  |
|                 | S. 바케로 3′ · J. 바케로 18′ | 리포트 (스페인어) |            | 경기장: 아토차 관중 수: 10,000 심판: 마린 로페스 |  |  |
|                 |                              |                   |            |                                                  |  |  |

## 16강전
| 팀 1                | 합계         | 팀 2            | 1차전 | 2차전 |
| ------------------- | ------------ | --------------- | ----- | ----- |
| 에스파뇰            | 1–4          | 바르셀로나      | 1–3   | 0–1   |
| 오사수나            | 3–0          | 셀타 비고       | 2–0   | 1–0   |
| 세비야              | 2–3          | 카스테욘        | 1–1   | 1–2   |
| 아틀레티코 마드리드 | 3–1          | 라스 팔마스     | 0–0   | 3–1   |
| 스포르팅 히혼       | 0–4          | 레알 소시에다드 | 0–0   | 0–4   |
| 카스티야            | 3–3 (7–6 승) | 아틀레틱 빌바오 | 2–1   | 1–2   |
| 카디스              | 3–5          | 레알 마드리드   | 1–1   | 2–4   |
| 사바델              | 1–0          | 베티스          | 0–0   | 1–0   |

### 1차전
| 1987년 12월 15일 | 카스티야              | 2–1               | 아틀레틱 빌바오 | 마드리드                                                        |  |  |
| 21:00 CET        | 빌체스 50′ · 가이 87′ | 리포트 (스페인어) | 우랄데 56′      | 경기장: 산티아고 베르나베우 관중 수: 20,000 심판: 파스 가르시아 |  |  |
|                  |                       |                   |                 |                                                                 |  |  |

| 1987년 12월 16일 | 에스파뇰   | 1–3               | 바르셀로나                               | 바르셀로나                                             |  |  |
| 21:15 CET        | 솔레르 12′ | 리포트 (스페인어) | 카라스코 20′ · 무뇨스 32′ · 로베르토 90′ | 경기장: 사리아 관중 수: 30,000 심판: 소리아노 알라드렌 |  |  |
|                  |            |                   |                                          |                                                        |  |  |

| 1987년 12월 16일 | 오사수나                       | 2–0               | 셀타 비고 | 팜플로나                                                  |  |  |
| 20:30 CET        | 이바녜스 37′ · 피소 고메스 53′ | 리포트 (스페인어) |           | 경기장: 엘 사다르 관중 수: 12,000 심판: 안두하르 올리베르 |  |  |
|                  |                                |                   |           |                                                           |  |  |

| 1987년 12월 16일 | 아틀레티코 마드리드 | 0–0               | 라스 팔마스 | 마드리드                                                      |  |  |
| 21:00 CET        |                     | 리포트 (스페인어) |             | 경기장: 비센테 칼데론 관중 수: 8,000 심판: 산체스-몰리나 소토 |  |  |
|                  |                     |                   |             |                                                               |  |  |

| 1987년 12월 16일 | 스포르팅 히혼 | 0–0               | 레알 소시에다드 | 히혼                                    |  |  |
| 20:30 CET        |               | 리포트 (스페인어) |                 | 경기장: 엘 몰리논 심판: 라모스 마르코스 |  |  |
|                  |               |                   |                 |                                         |  |  |

| 1987년 12월 16일 | 카디스   | 1–1               | 레알 마드리드 | 카디스                                                     |  |  |
| 21:00 CET        | 호세 75′ | 리포트 (스페인어) | H. 산체스 9′  | 경기장: 라몬 데 카란사 관중 수: 18,000 심판: 타보아다 소토 |  |  |
|                  |          |                   |               |                                                            |  |  |

| 1987년 12월 16일 | 사바델 | 0–0               | 베티스 | 사바델                                                        |  |  |
| 21:15 CET        |        | 리포트 (스페인어) |        | 경기장: 노바 크레우 알타 관중 수: 4,000 심판: 디아스 아구에로 |  |  |
|                  |        |                   |        |                                                               |  |  |

| 1987년 12월 30일 | 세비야      | 1–1               | 카스테욘    | 세비야                                                      |  |  |
|                  | 모이세스 9′ | 리포트 (스페인어) | 부이코프 3′ | 경기장: 산체스 피스후안 관중 수: 10,000 심판: 발데스 산체스 |  |  |
|                  |             |                   |             |                                                             |  |  |

### 2차전
| 1988년 1월 6일 | 바르셀로나 | 1–0               | 에스파뇰 | 바르셀로나                                              |  |  |
|                | 슈스터 69′ | 리포트 (스페인어) |          | 경기장: 캄 노우 관중 수: 20,000 심판: 산체스 아르미니오 |  |  |
|                |            |                   |          |                                                         |  |  |

| 1988년 1월 6일 | 셀타 비고 | 0–1               | 오사수나   | 비고                                                                |  |  |
| 17:00          |           | 리포트 (스페인어) | 로빈슨 56′ | 경기장: 발라이도스 관중 수: 2,000 심판: 히메네스 무뇨스 데 모랄레스 |  |  |
|                |           |                   |            |                                                                     |  |  |

| 1988년 1월 6일 | 카스테욘                             | 2–1               | 세비야     | 카스테욘 데 라 플라나                                      |  |  |
| 17:30          | 시메트 51′ · 가르시아 에르난데스 63′ | 리포트 (스페인어) | 살게로 77′ | 경기장: 노우 카스탈리아 관중 수: 8,000 심판: 페레스 산체스 |  |  |
|                |                                      |                   |            |                                                            |  |  |

| 1988년 1월 6일 | 라스 팔마스 | 1–3               | 아틀레티코 마드리드                               | 라스 팔마스                                            |  |  |
| 20:00          | 더이커 37′  | 리포트 (스페인어) | 에우세비오 46′ · 파라 67′ (페널티) · 살리나스 86′ | 경기장: 인술라르 관중 수: 13,000 심판: 알폰소 알바레스 |  |  |
|                |             |                   |                                                   |                                                        |  |  |

| 1988년 1월 6일 | 레알 소시에다드                               | 4–0               | 스포르팅 히혼 | 산 세바스티안                                            |  |  |
| 17:00          | T. 베히리스타인 23′ · J. 바케로 50′, 76′, 88′ | 리포트 (스페인어) |               | 경기장: 아토차 관중 수: 16,000 심판: 엔리케스 네그레이라 |  |  |
|                |                                               |                   |               |                                                          |  |  |

| 1988년 1월 6일                                                                               | 아틀레틱 빌바오              | 2–1 (연) (6–7 승부차기)                                                  | 카스티야     | 빌바오                                                |  |  |
| 17:00                                                                                        | 사라비아 61′ · 우르투비 104′ | 리포트 (스페인어)                                                        | 우르타도 97′ | 경기장: 산 마메스 관중 수: 30,000 심판: 파하레스 파스 |  |  |
|                                                                                              |                              | 승부차기                                                                 |              |                                                       |  |  |
| 우르투비 · 우랄데 · 사리우가르테 · 호세바 아기레 · 사라비아 · 아야르사 · 가예고 · 안드리누아 |                              | 아라곤 · 호세 마리아 · 레온 · 가이 · 망디아 · 살메론 · 우르타도 · 알다나 |              |                                                       |  |  |
|                                                                                              |                              |                                                                          |              |                                                       |  |  |

| 1988년 1월 6일 | 레알 마드리드                                  | 4–2               | 카디스                      | 마드리드                                                                |  |  |
| 17:30          | H. 산체스 46′ · 산티야나 76′, 88′ · 요렌테 90′ | 리포트 (스페인어) | 프란시스 60′ · 카르멜로 72′ | 경기장: 산티아고 베르나베우 관중 수: 30,000 심판: 우리사르 아스피타르테 |  |  |
|                |                                                |                   |                             |                                                                         |  |  |

| 1988년 1월 6일 | 베티스 | 0–1               | 사바델   | 세비야                                                        |  |  |
|                |        | 리포트 (스페인어) | 핑키 51′ | 경기장: 베니토 비야마린 관중 수: 10,000 심판: 베나벤테 가라사 |  |  |
|                |        |                   |          |                                                               |  |  |

## 8강전
| 팀 1                | 합계 | 팀 2            | 1차전 | 2차전 |
| ------------------- | ---- | --------------- | ----- | ----- |
| 아틀레티코 마드리드 | 3–4  | 레알 소시에다드 | 2–1   | 1–3   |
| 카스테욘            | 1–3  | 바르셀로나      | 1–1   | 0–2   |
| 카스티야            | 1–3  | 오사수나        | 0–0   | 1–3   |
| 사바델              | 3–4  | 레알 마드리드   | 3–2   | 0–2   |

### 1차전
| 1988년 1월 13일 | 사바델                               | 3–2               | 레알 마드리드                      | 사바델                                                        |  |  |
|                 | 비냘스 66′ · 살라 75′ · 빌랴로야 76′ | 리포트 (스페인어) | H. 산체스 9′ · 마르틴 바스케스 32′ | 경기장: 노바 크레우 알타 관중 수: 9,000 심판: 마르틴 나바레테 |  |  |
|                 |                                      |                   |                                    |                                                               |  |  |

| 1988년 1월 13일 | 카스테욘 | 1–1               | 바르셀로나 | 카스테욘 데 라 플라나                                           |  |  |
|                 | 멜 38′   | 리포트 (스페인어) | 빅토르 14′ | 경기장: 노우 카스탈리아 관중 수: 16,000 심판: 안두하르 올리베르 |  |  |
|                 |          |                   |            |                                                                 |  |  |

| 1988년 1월 13일 | 카스티야 | 0–0               | 오사수나 | 마드리드                                                        |  |  |
|                 |          | 리포트 (스페인어) |          | 경기장: 산티아고 베르나베우 관중 수: 30,000 심판: 칼보 코르도바 |  |  |
|                 |          |                   |          |                                                                 |  |  |

| 1988년 1월 13일 | 아틀레티코 마드리드       | 2–1               | 레알 소시에다드     | 마드리드                                                  |  |  |
|                 | 푸트르 12′ · 란다부루 57′ | 리포트 (스페인어) | T. 베히리스타인 82′ | 경기장: 비센테 칼데론 관중 수: 45,000 심판: 라모스 마르코 |  |  |
|                 |                           |                   |                     |                                                           |  |  |

### 2차전
| 1988년 1월 20일 | 레알 마드리드                  | 2–0 (연)          | 사바델 | 마드리드                                        |  |  |
|                 | 산티야나 78′ · 파코 요렌테 94′ | 리포트 (스페인어) |        | 경기장: 산티아고 베르나베우 심판: 타보아다 소토 |  |  |
|                 |                                |                   |        |                                                 |  |  |

| 1988년 1월 20일 | 오사수나             | 3–1               | 카스티야     | 팜플로나                            |  |  |
|                 | 로빈슨 60′, 63′, 81′ | 리포트 (스페인어) | 우르타도 69′ | 경기장: 엘 사다르 심판: 페스 페레스 |  |  |
|                 |                      |                   |              |                                     |  |  |

| 1988년 1월 20일 | 바르셀로나                | 2–0               | 카스테욘 | 바르셀로나                            |  |  |
|                 | 로베르토 33′ · 슈스터 65′ | 리포트 (스페인어) |          | 경기장: 캄 노우 심판: 메리노 곤살레스 |  |  |
|                 |                           |                   |          |                                       |  |  |

| 1988년 1월 21일 | 레알 소시에다드                                     | 3–1               | 아틀레티코 마드리드 | 산 세바스티안                          |  |  |
| 20:00 CET       | 로렌 4′ · T. 베히리스타인 10′ · 로페스 레카르테 75′ | 리포트 (스페인어) | 살리나스 85′        | 경기장: 아토차 심판: 산체스 아르미니오 |  |  |
|                 |                                                     |                   |                     |                                        |  |  |

## 준결승전
| 팀 1            | 합계 | 팀 2          | 1차전 | 2차전 |
| --------------- | ---- | ------------- | ----- | ----- |
| 오사수나        | 0–3  | 바르셀로나    | 0–0   | 0–3   |
| 레알 소시에다드 | 5–0  | 레알 마드리드 | 1–0   | 4–0   |

### 1차전
| 1988년 2월 11일 | 레알 소시에다드 | 1–0               | 레알 마드리드 | 산 세바스티안                                        |  |  |
| 20:15 CET       | J. 바케로 9′    | 리포트 (스페인어) |               | 경기장: 아토차 관중 수: 25,000 심판: 라모스 마르코스 |  |  |
|                 |                 |                   |               |                                                      |  |  |

| 1988년 2월 11일 | 오사수나 | 0–0               | 바르셀로나 | 팜플로나                                  |  |  |
| 20:30 CET       |          | 리포트 (스페인어) |            | 경기장: 엘 사다르 심판: 소리아노 알라드렌 |  |  |
|                 |          |                   |            |                                           |  |  |

### 2차전
| 1988년 2월 17일 | 바르셀로나                   | 3–0               | 오사수나 | 바르셀로나                                                  |  |  |
| 21:15 CET       | 클로스 23′ · 리네커 42′, 84′ | 리포트 (스페인어) |          | 경기장: 캄 노우 관중 수: 70,000 심판: 우리사르 아스피타르테 |  |  |
|                 |                              |                   |          |                                                             |  |  |

| 1988년 2월 18일 | 레알 마드리드 | 0–4               | 레알 소시에다드                                       | 마드리드                                              |  |  |
| 20:30 CET       |               | 리포트 (스페인어) | 고리스 54′ · J. 바케로 65′, 71′ · T. 베히리스타인 66′ | 경기장: 산티아고 베르나베우 심판: 엔리케스 네그레이라 |  |  |
|                 |               |                   |                                                       |                                                       |  |  |

## 결승전
| 바르셀로나   | 1–0               | 레알 소시에다드 |
| ------------ | ----------------- | --------------- |
| 알렉상코 61′ | 리포트 (스페인어) |                 |

| 코파 델 레이 1987-88 우승 |
| ------------------------- |
| 바르셀로나 21번째 우승    |